# Робекко-д’Ольо
Робекко-д’Ольо (итал. Robecco d'Oglio) — коммуна в Италии, располагается в регионе Ломбардия, в провинции Кремона.
Население составляет 2285 человек (2008 г.), плотность населения составляет 126 чел./км². Занимает площадь 18 км². Почтовый индекс — 26010. Телефонный код — 0372.
Покровителем коммуны почитается священномученик Власий, празднование 3 февраля.

## Демография
Динамика населения:

## Администрация коммуны
- Официальный сайт: